# Викторовский сельский округ
Ви́кторовский се́льский окру́г (каз. Викторов ауылдық округі) — административная единица в составе Зерендинского района Акмолинской области Республики Казахстан. Административный центр — село Викторовка.

## География
Сельский округ расположен на юге района, граничит:
- на востоке с Кызылегисским сельским округом,
- на юго-востоке с Исаковским сельским округом,
- на юге с Сандыктауским районом,
- на юго-западе со селом Айдабол,
- на северо-западе с Байтерекским сельским округом,
- на севере с Зерендинским сельским округом.

Через территорию сельского округа проходит автодорога Р-12 (с севера на юг). Имеется озеро Айдабул.

## История
В 1989 году существовал как Викторовский сельсовет (сёла Викторовка, Красиловка, Лосевка, аулы Туражол, Кызылкайнар). Село Подзаводск находился в составе Айдабульского поссовета.
После получения независимости, Айдабульский поссовет вошёл в состав Викторовского сельсовета, однако в 2010 году посёлок Айдабол вышел из состава Викторовского сельского округа. 
В 1990-е годы село Лосевка было переименовано в Богенбай би и преобразовано в аул. 

## Население
| Численность населения | Численность населения | Численность населения |
| 1989                  | 1999                  | 2009                  |
| --------------------- | --------------------- | --------------------- |
| 2937                  | ↗4181                 | ↘3306                 |

## Состав
В состав сельского округа входят 3 населённых пунктов.
| № | Населённый пункт | Тип населённого пункта       | Население, 1989 | Население, 1999 | Население, 2009 |
| - | ---------------- | ---------------------------- | --------------- | --------------- | --------------- |
| 1 | Айдабол          | посёлок (передан)            | -               | 1 478           | 1 222           |
| 2 | Богенбай би      | аул                          | 444             | 370             | 250             |
| 3 | Викторовка       | село, административный центр | 1 903           | 1 699           | 1 419           |
| 4 | Красиловка       | село                         | 519             | 474             | 388             |
| 5 | Кызылкайнар      | село (бывшее)                | 62              | 88              | 27              |
| 6 | Подзаводск       | село (бывшее)                | 240             | 13              | -               |
| 7 | Туражол          | село (бывшее)                | 9               | 59              | -               |

Упразднённые населённые пункты:
- село Подзаводск — ликвидировано в 2006 году[9].
- село Туражол — ликвидировано в 2006 году[9].
- село Кызылкайнар — ликвидировано в 2010 году[10].

## Экономика
Согласно отчёту акима сельского округа за 2020 год:
Сельское хозяйство представлено 23 хозяйствующими субъектами, из которых 2 — ТОО и 21 — КХ. За 2020 год всего посеяно зерновых 15 507 га: масличных 2 500 га. Урожайность зерновых составила 22ц/га, масличных 12 ц/га.
Индивидуальных предпринимателей в округе — 39 человек. В сфере торговли — 12 предпринимателей, из них имеют лицензию на торговлю вино-водочными изделиями — 10. Розничный товарооборот составил более 100 млн тенге. 

## Объекты округа
В отрасль здравоохранения входят один фельдшерско-акушерский пункт и 2 медицинский пункт, где работают 6 средних медицинских работников. Работает 1 аптечный пункт.
В сельском округе функционируют 1 сельский клуб в селе Викторовка, где проводятся все культурно-массовые мероприятия. В сельском клубе действуют 9 клубных формирований.
Работает Викторовская сельская модульная библиотека. Книжный фонд — 4 707 из них на государственном языке 1 390 (29,53%). 
В округе  работают 3 спортзала. На центральном стадионе проводятся  соревнования различных уровней. Стадион  содержит  ТОО «Викторовское».